# ダニー・グリーン (ボクサー)
ダニエル"ダニー"トーマス・グリーン（Daniel "Danny" Thomas Green、1973年3月9日 - ）は、オーストラリアのプロボクサー。西オーストラリア州パース出身。元WBA世界ライトヘビー級王者。元WBC世界スーパーミドル級暫定王者。世界2階級制覇王者。「Green Machine（グリーンマシン）」の異名を持つ。

## 略歴

### 幼少・アマチュア時代
10代の頃はキックボクシング、マーシャルアーツなどの格闘技に情熱を注いだ。20歳の時に初めてアマチュアボクシングの試合に出場する。1998年にコモンウェルスゲームスに出場するが準々決勝で敗退した。2000年にはオーストラリアのライトヘビー級代表(81kg)として母国で開催されたシドニーオリンピックに出場するが2回戦で敗退した。その後、プロボクサーへ転向する。
アマチュアの戦績は35勝8敗。

### プロボクサー時代

#### スーパーミドル級
2001年6月29日、スーパーミドル級でプロデビューを果たし持ち前の爆発力ある攻撃で連勝を重ねた。
2002年11月9日、IBFパンパシフィックスーパーミドル級王座を獲得した。
2003年6月2日、OPBFスーパーミドル級王座も獲得した。
2003年8月16日、WBCスーパーミドル級王者マルクス・バイエルに敵地ドイツで挑戦する。この試合グリーンはダウンを2度奪うなど有利に試合を展開したが、途中でバイエルの負傷により続行不可となった。その後判定でグリーンが故意のバッティングを加えたとして失格負けを喫した。
2003年12月20日、エリック・ルーカスとWBC世界スーパーミドル級暫定王座決定戦を行い、これに6回TKO勝ちを収め王座獲得に成功した。
2005年3月12日、WBC世界スーパーミドル級王者マルクス・バイエルとの王座統一戦だった。再戦となったこの試合に12回0-2（113-114、112-115、114-114）の判定負けを喫し王座から陥落、暫定王座は正規王座に吸収される形で消滅した。
その後、2006年5月17日、WBA世界スーパーミドル級王座への挑戦権をアンソニー・ムンディンと争うが、12回0-3（113-116、111-118、112-118）の判定負けを喫し挑戦権獲得に失敗した。 

#### ライトヘビー級
ライトヘビー級に階級を上げたグリーンは、2006年9月20日、IBFパンパシフィックライトヘビー級王座およびPABAライトヘビー級暫定王座を獲得した。
2007年1月21日、PABAライトヘビー級正規王者ポール・マードックを2回1分5秒TKO勝ちを収めIBFパンパシフィック王座の初防衛とPABA正規王座の獲得に成功した。
2007年7月18日、IBOアジア太平洋ライトヘビー級王座の獲得、IBFパンパシフィック王座2度目の防衛、PABA王座の暫定王座を含め通算2度目の防衛に成功した。
2007年11月、PABAライトヘビー級王座を返上した。
2007年12月16日、WBA世界ライトヘビー級王者スティーピ・ダービシュと対戦し、12回3-0（118-111、120-108、118-110）の判定勝ちを収め、王座を獲得した。
2008年3月25日、引退を表明し、WBA世界ライトヘビー級王座を返上した。

#### クルーザー級
2009年4月26日、復帰戦を行い、2回KO勝ち。
2009年8月15日、IBO世界クルーザー級王座決定戦でフリオ・セサール・ドミンゲスと対戦し、5回KO勝ちで王座を獲得した。
2009年12月2日、初防衛戦でロイ・ジョーンズ・ジュニアと対戦し、初回TKO勝ちで初防衛に成功した。
2011年7月20日、シドニー・エンターテイメント・センターでアントニオ・ターバーと対戦し、グリーンの9回終了時棄権により5度目の防衛に失敗、王座から陥落した。
2011年11月30日、WBC世界クルーザー級王者クシシュトフ・ヴウォダルチクに挑戦するも11回2分15秒TKO負けを喫し、王座獲得に失敗した。
2012年7月25日、西オーストラリア州パースのチャレンジ・スタジアムでダニー・サンティアゴと対戦し、5回2分47秒TKO勝ちを収めた。
2012年11月21日、メルボルンのメルボルン・マルチ・パーパス・ベニューで行われたIBO世界クルーザー級王座決定戦でシェーン・キャメロンと対戦し、3-0（116-113、116-112、119-109）の判定勝ちを収めIBO王座の再獲得に成功した。

## 獲得タイトル
- IBFパンパシフィックスーパーミドル級王座
- OPBF東洋太平洋スーパーミドル級王座
- WBC世界スーパーミドル級暫定王座
- IBFパンパシフィックライトヘビー級王座
- PABAライトヘビー級暫定王座
- PABAライトヘビー級王座
- IBOアジア太平洋ライトヘビー級王座
- WBA世界ライトヘビー級王座
- IBO世界クルーザー級王座